# EM i futsal
Europamesterskabet i futsal (EM i futsal) er det vigtigste futsal-landsholdsmesterskab blandt medlemmerne af UEFA. Mesterskabet har fundet sted cirka hvert andet år siden 1996.

## EM Futsal
| EM             | Værtsland | Guld     | Sølv     | Bronze     |
| -------------- | --------- | -------- | -------- | ---------- |
| EM Futsal 1996 | Spanien   | Spanien  | Rusland  | Belgien    |
| EM Futsal 1999 | Spanien   | Rusland  | Spanien  | Italien    |
| EM Futsal 2001 | Rusland   | Spanien  | Ukraine  | Rusland    |
| EM Futsal 2003 | Italien   | Italien  | Ukraine  | Spanien    |
| EM Futsal 2005 | Tjekkiet  | Spanien  | Rusland  | Italien    |
| EM Futsal 2007 | Portugal  | Spanien  | Italien  | Rusland    |
| EM Futsal 2010 | Ungarn    | Spanien  | Portugal | Tjekkiet   |
| EM Futsal 2012 | Kroatien  | Spanien  | Rusland  | Italien    |
| EM Futsal 2014 | Belgien   | Italien  | Rusland  | Spanien    |
| EM Futsal 2016 | Serbien   | Spanien  | Rusland  | Kasakhstan |
| EM Futsal 2018 | Slovenien | Portugal | Spanien  | Rusland    |
| EM Futsal 2022 | Holland   | Portugal | Rusland  | Spanien    |

## U-21 EM Futsal
| EM                  | Værtsland | Guld    | Sølv    | Bronze  |
| ------------------- | --------- | ------- | ------- | ------- |
| EM U-21 Futsal 2008 | Rusland   | Rusland | Italien | Ukraine |